# العلاقات الإيطالية الليسوتوية
العلاقات الإيطالية الليسوتوية هي العلاقات الثنائية التي تجمع بين إيطاليا وليسوتو.

## مقارنة بين البلدين
هذه مقارنة عامة ومرجعية للدولتين:
| وجه المقارنة                                              | إيطاليا                                                  | ليسوتو                      |
| --------------------------------------------------------- | -------------------------------------------------------- | --------------------------- |
| المساحة (كم2)                                             | 301.34 ألف                                               | 32.96 ألف                   |
| عدد السكان (نسمة)                                         | 60.60 مليون                                              | 2.23 مليون                  |
| الكثافة السكانية (ن./كم²)                                 | 201.1                                                    | 67.66                       |
| العاصمة                                                   | روما، فلورنسا، تورينو                                    | ماسيرو                      |
| اللغة الرسمية                                             | اللغة الإيطالية                                          | لغة إنجليزية، اللغة السوتية |
| العملة                                                    | يورو، ليرة إيطالية                                       | لوتي ليسوتو                 |
| الناتج المحلي الإجمالي (بليون دولار)                      | 1.93 تريليون                                             | 2.64 مليار                  |
| الناتج المحلي الإجمالي (تعادل القوة الشرائية) بليون دولار | 2.26 تريليون                                             | 6.30 مليار                  |
| الناتج المحلي الإجمالي الاسمي للفرد دولار أمريكي          | 29.96 ألف                                                | 1.07 ألف                    |
| الناتج المحلي الإجمالي للفرد دولار أمريكي                 | 35.46 ألف                                                | 2.64 ألف                    |
| مؤشر التنمية البشرية                                      | 0.873                                                    | 0.497                       |
| رمز المكالمات الدولي                                      | +39                                                      | +266                        |
| رمز الإنترنت                                              | .it                                                      | .ls                         |
| المنطقة الزمنية                                           | توقيت وسط أوروبا، ت ع م+01:00، ت ع م+02:00، أوروبا/روما ‏ | ت ع م+02:00                 |

## منظمات دولية مشتركة
يشترك البلدان في عضوية مجموعة من المنظمات الدولية، منها:
| علم المنظمة | اسم المنظمة                               | تاريخ انضمام إيطاليا | تاريخ انضمام ليسوتو |
| ----------- | ----------------------------------------- | -------------------- | ------------------- |
|             | يونسكو                                    | ?                    | 29 سبتمبر 1967      |
|             | مؤسسة التمويل الدولية                     | 27 ديسمبر 1956       | 29 سبتمبر 1972      |
|             | المركز الدولي لتسوية المنازعات الاستشارية | 28 أبريل 1971        | 7 أغسطس 1969        |
|             | منظمة حظر الأسلحة الكيميائية              | ?                    | ?                   |
|             | مؤسسة التنمية الدولية                     | 24 سبتمبر 1960       | 19 سبتمبر 1968      |
|             | منظمة التجارة العالمية                    | 1995                 | ?                   |
|             | وكالة ضمان الاستثمار متعدد الأطراف        | 29 أبريل 1988        | 12 أبريل 1988       |
|             | الاتحاد البريدي العالمي                   | ?                    | ?                   |
|             | الاتحاد الدولي للاتصالات                  | 1866                 | 26 مايو 1967        |
|             | منظمة الشرطة الجنائية الدولية             | ?                    | ?                   |
|             | الأمم المتحدة                             | 14 ديسمبر 1955       | 17 أكتوبر 1966      |
|             | البنك الدولي للإنشاء والتعمير             | 27 مارس 1947         | 25 يوليو 1968       |
|             | البنك الإفريقي للتنمية                    | ?                    | ?                   |

## وصلات خارجية
- موقع وزارة الخارجية الإيطالية
- موقع وزارة الخارجية الليسوتوية